# Kim Byeong-eon
Kim Byeong-eon (en hangeul : 김병언) est un écrivain sud-coréen né en 1951.

## Biographie
Kim Byeong-eon est né à Daegu, en 1951. Il est diplômé de l'université nationale de Séoul en linguistique. Il publie son premier roman à plus de 40 ans. Après ses études, il travaille dans des domaines très variés, le commerce, l'hôtellerie, les BTP et le transport. Pour Kim, travailler plus de deux ans à un même poste est une tâche trop routinière, c'est la raison pour laquelle il change régulièrement d'emploi. Alors qu'il travaillait pour une entreprise de construction, il eut la possibilité de se rendre dans le désert pour une mission : cette expérience lui a servi pour écrire son premier recueil de nouvelles Trois histoires tristes à propos des chiens (Gaereul sojaero han segaji seulpeun sageon). Cela lui a aussi servi de source d'inspiration pour son récit Offrande pour le sable jaune (Hwangsa-e bachida), qui figure dans le recueil Le Pacifique du Sud (Nam taepyeongyang).
Il fait ses débuts littéraires en 1992 avec La récolte des épis (Isak jupgi), qui a été publié par la revue littéraire Munhwa-wa sahoe (Culture et Société). Il quitte un temps son travail pour se consacrer à la littérature.

## Œuvre
Ses récits peuvent être classés dans le genre réaliste, avec des portraits colorés et minutieux dépeignant la plupart du temps des scènes de la vie quotidienne. En recouvrant des thèmes qui vont de la Guerre de Corée jusqu'à l'histoire la plus contemporaine de la Corée, il traite d'histoires parfois cruelles, par exemple les maîtres qui élèvent leurs chiots avant de les battre ou de les tuer quand ils sont vieux, mais aussi d'histoires et de contes mettant en valeur des valeurs plus humanistes. C'est ainsi un auteur qui recouvre des champs d'écritures très divers, mais il est avant tout connu pour ses portraits délicats des personnes vivant en marge de la société.